# وكالة بعمولة
الوكالة بالعمولة الوكالة بالعمولة عقد يلتزم بمقتضاه شخص يسمى الوكيل بالعمولة بأن يقوم بتصرف قانوني باسمه الشخصي لفائدة موكله مقابل أجر يسمى عمولة، كأن يقوم شخص بشراء سلعة باسمه الخاص من تاجر الجملة لحساب تاجر التجزئة.
نطاق التفرقة والاختلاف بين عقد الوكالة بالعمولة وغيره من العقود:
1. يختلف الوكيل بالعمولة عن الوكيل العادي هو أن الوكيل العادي يبرم العقد باسم موكله ولحساب موكله  لذلك فإن ما ينشأ عن العقد من حقوق التزامات يضاف إلى الموكل أما الوكيل بالعمولة فيبرم العقد باسمه الخاص ولكن لحساب موكله فإذا اشترى الوكيل بالعمولة بضاعة لحساب شخص آخر فإنه يشتريها باسمه الخاص  إذا باع بضاعة فإنه يبيعها باسمه الخاص وفي كلتا الحالتين لا يظهر اسم الموكل في العقد. ويترتب على ذلك أن الوكيل بالعمولة هو الذي يكتسب الحقوق الناشئة عن العقد  يكون ملزما مباشرة نحو الأشخاص الذين تعاقد معهم كما لو كان العمل يختص به شخصيا.
2. كما أن الوكالة بالعمولة تختلف عن السمسرة التي تعتبر من الأعمال التجارية المنفردة في أن مهمة السمسار تنحصر في التقريب بين شخصين لإبرام صفقة معينة  بهذا فإن السمسار لا يعتبر طرفا في الصفقة أما الوكيل بالعمولة فإنه يبرم الصفقة باسمه الخاص ولحساب موكله  بالتالي يكون مسئولا عن تنفيذها.

الفائدة من استخدام عقد الوكالة بالعمولة، وحكمة الالتجاء إلى وكيل العمولة لإبرام الصفقة في بعض الأحيان:
1. أن الغير قد لا يقبل التعامل مع الموكل لأنه في نظره حديث المنشأ في الميدان التجاري ويفضل التعامل مع الوكيل العمولة بالنظر إلى قيمته التجارية ومقدرته على تنفيذ العقد فلا يجد الموكل مناصا للقيام بعملياته التجارية من الالتجاء إلى الوكيل بالعمولة ليفيد من الائتمان الذي يتمتع به الأخير تجاه الغير، وبذلك تساهم الوكالة بالعمولة بصفة فعالة في زيادة المعاملات التجارية وتحقيق السرعة.
2. أن يكون طرفى العقد في بلدين مختلفين.
3. أن يكون الوكيل ذو خبرة فنية في السلعة محل الاتفاق.